# Obrázky Google
Obrázky Google (anglicky Google Images) je vyhledávací služba, pomocí které Google umožňuje uživatelům vyhledávat na internetu obrázky. Byla zveřejněna v roce 2001 a existuje ve všech jazykových verzích, v nichž existuje samotný vyhledávač. Klíčová slova při hledání obrázků jsou založena na názvu souboru, slovech, která na daný obrázek odkazují a textu, který je na dané stránce u obrázku. Na stránce s výsledky vyhledávání jsou zobrazeny miniatury obrázků. Po kliknutí na některou z nich je obrázek zobrazen nahoře a o něco níže je zobrazen obsah stránky, na níž se obrázek nachází. Díky tomu můžeme snadno zjistit, z jaké stránky obrázek pochází.